# Barney Frank
Barnett Frank (sinh ngày 31 tháng 3 năm 1940) là một cựu chính khách người Mỹ. Ông từng là thành viên của Hạ viện Hoa Kỳ từ Massachusetts từ năm 1981 đến 2013. Một Đảng Dân chủ, Frank từng là chủ tịch của Ủy ban Dịch vụ Tài chính Hạ viện (2007–2011) và là nhà đồng tài trợ hàng đầu của Đạo luật Dodd–Frank năm 2010, một cải cách sâu rộng của ngành tài chính Hoa Kỳ. Frank, một cư dân của Newton, Massachusetts, được coi là chính khách đồng tính nổi bật nhất ở Hoa Kỳ.
Sinh ra và lớn lên ở Bayonne, New Jersey, Frank tốt nghiệp Trường Trung học Bayonne, Đại học Harvard và Trường Luật Harvard. Ông làm trợ lý chính trị trước khi giành chiến thắng trong cuộc bầu cử vào Hạ viện Massachusetts năm 1972. Ông được bầu vào Hạ viện Hoa Kỳ năm 1980 với 52% phiếu bầu. Ông đã được bầu lại mỗi nhiệm kỳ sau đó bởi lợi nhuận rộng. Năm 1987, ông công khai là người đồng tính, trở thành thành viên đầu tiên của Quốc hội làm điều đó một cách tự nguyện. Từ năm 2003 cho đến khi nghỉ hưu, Frank là thành viên Đảng Dân chủ hàng đầu trong Ủy ban Dịch vụ Tài chính Hạ viện, và ông giữ chức chủ tịch Ủy ban khi Đảng của ông chiếm đa số Nhà từ năm 2007 đến năm 2011. Vào tháng 7 năm 2012, ông kết hôn với bạn đời lâu năm của mình, James Ready, trở thành thành viên đầu tiên của Quốc hội kết hôn với người cùng giới khi còn đương chức. Frank đã không tìm cách tái cử vào năm 2012 và đã nghỉ hưu khỏi Quốc hội vào cuối nhiệm kỳ vào tháng 1 năm 2013. Một tiểu sử của Frank đã được xuất bản vào năm 2015.